# Rainer-kunyhó
A Rainer-kunyhó (szlovákul Rainerova chata, Rainerka) kis hegyi menedékház a Magas-Tátrában, Szlovákiában. Az első menedékház volt a hegy déli oldalán. 1863-ban (más források szerint 1865-ben) építette a Kis-Tarpataki-völgyben Rainer János György vállalkozó.

## Története
1863-as megépülésekor a menedékház még egyedülinek számított a Magas-Tátrában. A Magyarországi Kárpát-egyesület, mely 1873-ban alakult Ótátrafüreden, kezdte el a mai is látható menedékházak és útvonalak építését a hegységben. Addig csak a kivágott fák szállítására alkalmas szekérutak és a pásztorok által használt ösvények voltak a Tátrában. A kunyhó 1884-ig szolgált menedékházként, amikor is megépítették a közelben a Zerge-szállót. Ezután a szálló szénraktáraként működött. A kunyhó állapota fokozatosan romlott az évek során, a Zerge-szálló azonban időközben egy tűzben megsérült és lebontották. Ezt követően újították fel a Rainer-kunyhót 1998-ban.

## Szálláshelyek, ellátás

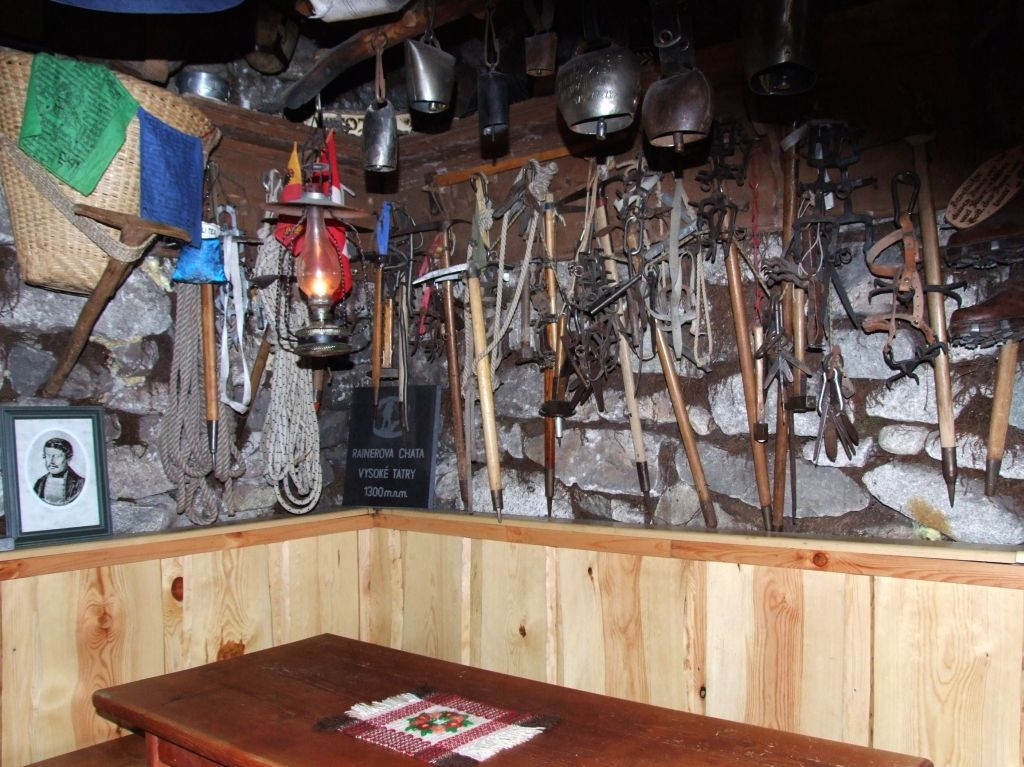
A tátrai hegymászás történetét bemutató kiállítás a kunyhóban

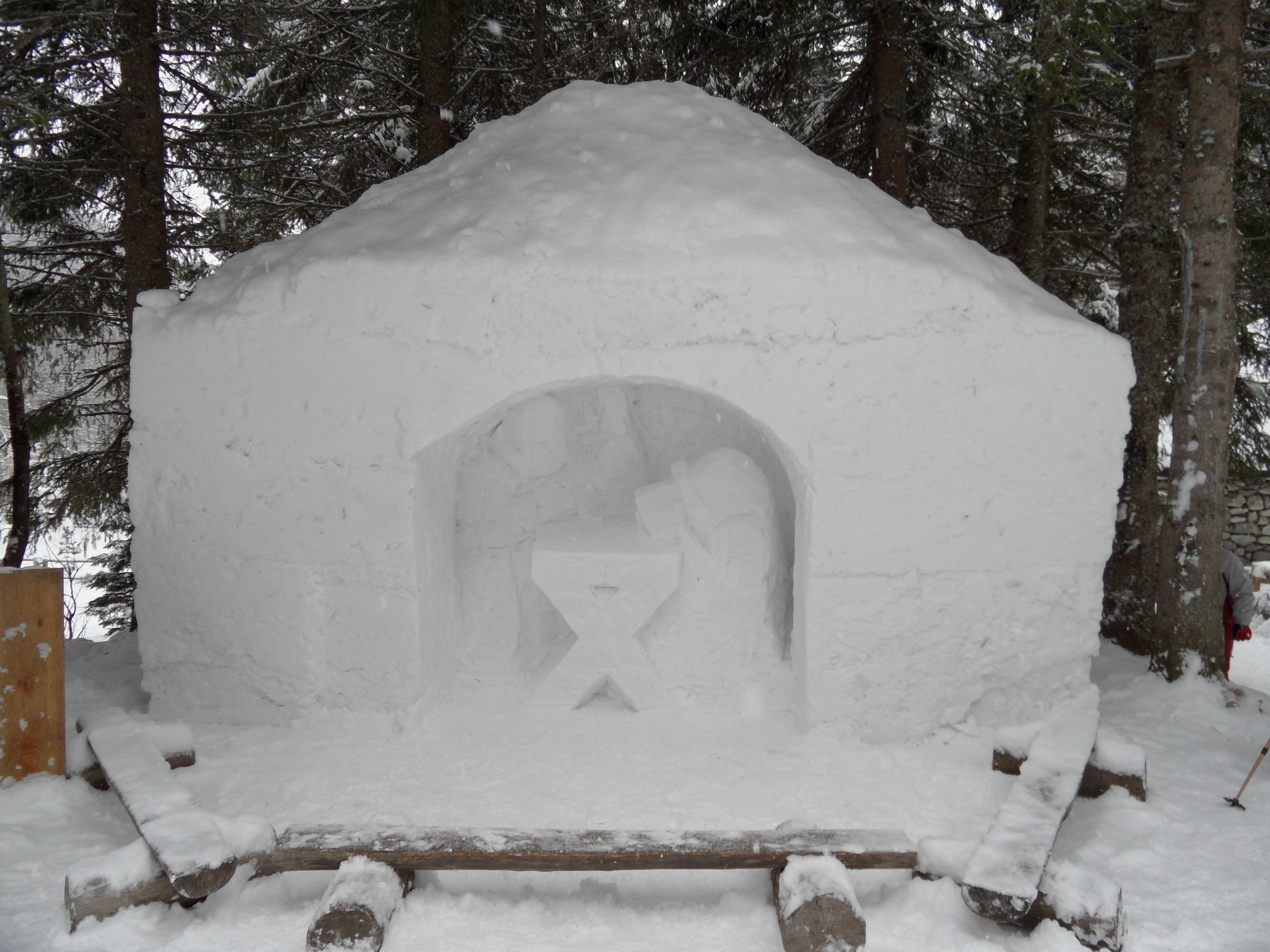
A hóból készült Betlehem

A kunyhóban nincs szálláslehetőség, egy büfé szolgálja az ide betérő túrázókat. Helyet kapott bent egy kicsiny kiállítás, mely a tátrai hegymászás történetét és a tátrai teherhordókat mutatja be. Egy új hagyomány a télen hóból készült Betlehem előtti Három király tiszteletadása című műsor.

## Megközelítése
A Tarajkáról a piros jelzésen  az út felfelé kígyózva éri el a Kis-Tarpataki-völgyet. A Rainer-kunyhót a Bilík menedékház után találjuk.

## Túravidéke
A piros jelzésen  továbbhaladva, az Óriás-vízesést követően a Zamkovszky-menedékházat érhetük el.
A kék  jelzésen a Nagy-Tarpataki-völgybe juthat el a túrázó.